# Latedo
Latedo (en asturleonés: Llatéu) es una localidad española perteneciente al municipio de Trabazos, en la provincia de Zamora y la comunidad autónoma de Castilla y León.

## Topónimo
Latedo es un topónimo alistano que en idéntica forma se repite en Portugal. Puede interpretarse como referencia a una arboleda joven o tallar, productiva de latas ‘varas largas y delgadas’. Es sabida la importancia de las latas en la antigua construcción de techos, particularmente como piezas tendidas sobre las techumbres de paja para prevenir el arrastre por viento; o como largueros horizontales sobre los cabrios del tejado, bajo la cubierta; y también como armantes de las portillas de prados. Era frecuente también su aplicación para construir emparradas: se registra en Portugal el término latada (armazón de varas para sustentar parras). Madoz indica en su referencia a Calabor: «[tiene] una calle principal de vista pintoresca, pues está entoldada con estensos parrajes». Véanse a este respecto las Ordenanzas de Cebrones del Río (León), de 1701 «cualquier persona que entrare cualquiera carro de latas o madera del soto de esta villa». Consta el antiguo topónimo portugués Vale de Latas (1134), así como los nombres de lugar actuales Latas, en los que deberá verse el mismo origen; igualmente, en Burgos, Latedo y Valdelatas. Asimismo, Valle de las Latas, topn. menor próximo a Barceíno (Salamanca).

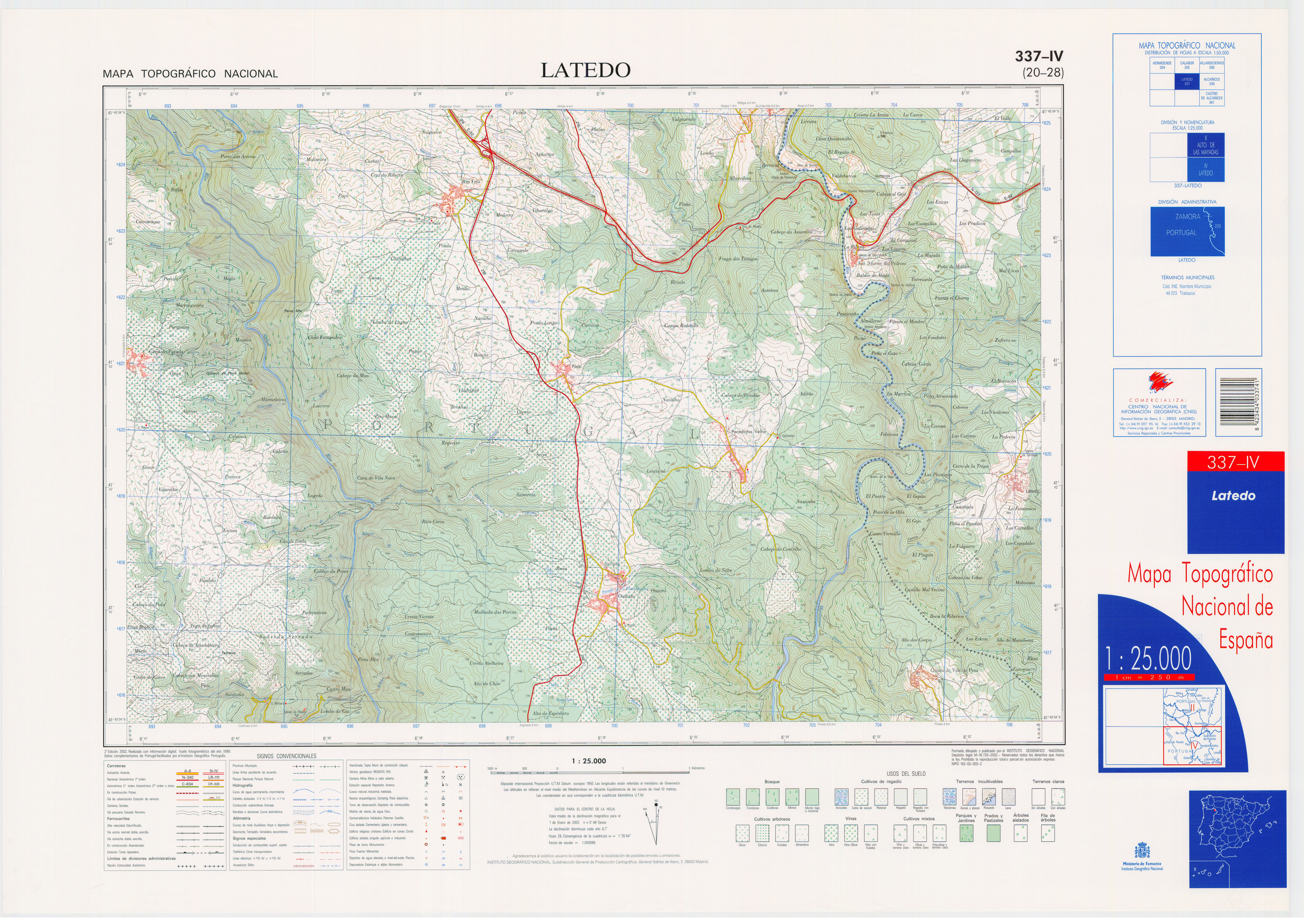
Mapa de Latedo

La acepción dialectal portuguesa lata y alistana llata ‘campo de forma alargada, longuera’, basada probablemente en la analogía formal entre una vara y un terreno en forma de tira, no parece aplicable en Latedo, dado que el sufijo –edo es sobre todo un abundancial vegetal.

## Historia
Latedo es una de las localidades cuyo nombre podría indicar su poblamiento prerromano, pero que cuenta con referencias escritas en documentos con fechas que son demasiado tardías como para permitir asegurarlo. En cualquier caso, es más que probable que esta localidad tuviera algún tipo de hábitat que se identifique como asentamiento relativamente sedentario. Su existencia se ve reforzada por la presencia de otros castros cercanos, situados en algunas de las localidades vecinas del propio municipio de Trabazos.
Posteriormente, en la Edad Media estuvo integrado en el Reino de León, hecho que no evitó la existencia de cierto conflicto entre los reinos leonés y portugués en los siglos XII y XIII por el control de esta zona de la frontera.
Ya en la Edad Contemporánea, con la creación de las actuales provincias en 1833, Latedo, aún como municipio independiente, fue adscrito a la provincia de Zamora, dentro de la Región Leonesa, la cual, como todas las regiones españolas de la época, carecía de competencias administrativas. Un año después quedó integrado en el partido judicial de Alcañices. Asimismo, en torno a 1850, Latedo perdió la condición de municipio, pasando a integrarse en el de Villarino Tras la Sierra, el cual se integró el 16 de octubre de 1929 en el de Trabazos.
En 1983, tras la supresión del partido de partido de Alcañices, Latedo y el resto de localidades del municipio fueron integradas en el Partido Judicial de Zamora. Tras la constitución de 1978, Latedo pasó a formar parte en 1983 de la comunidad autónoma de Castilla y León, en tanto  municipio integrado en la provincia de Zamora.

## Monumentos y lugares de interés
- Iglesia de Santiago Apóstol.

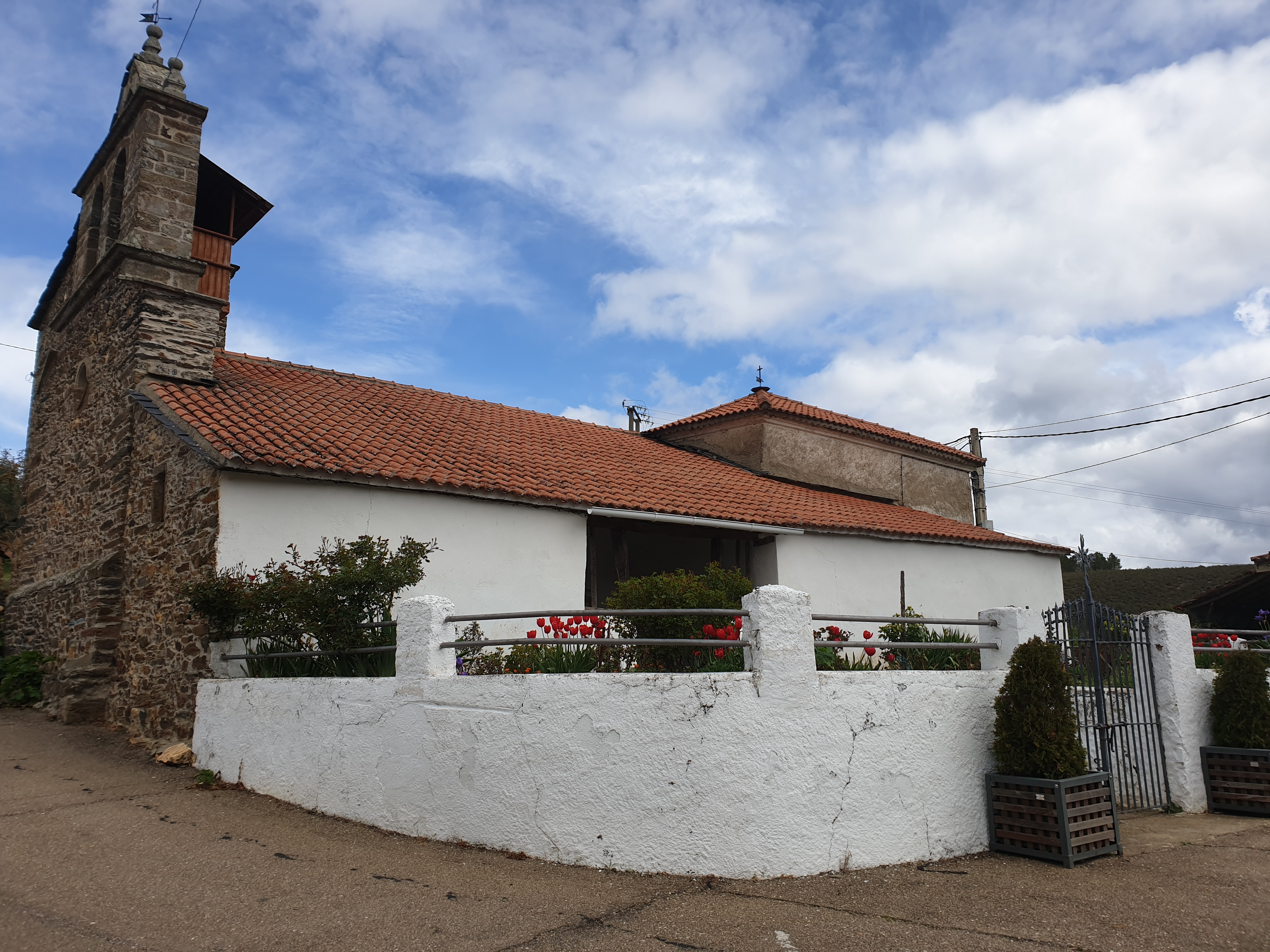
Iglesia de Santiago Apostol en la localidad de Latedo (Trabazos)

- La Lagar (Almazara para la producción de aceite).

### La Lagar
La Lagar, propiedad del pueblo de Latedo, es posiblemente una de las pocas almazaras que quedan en Aliste. En este pueblo existió otra más pequeña propiedad de un vecino, pero ésta ya desapareció.
La Lagar, es una pequeña fábrica tradicional donde se elabora la aceituna para extraer el aceite. Totalmente manual, todos sus elementos, sus partes se accionan y mueven con fuerza animal y humana, sin la presencia de máquinas eléctricas ni térmicas.
Es una construcción antigua, que sin embargo ha estado en producción hasta hace pocos años, incluso con la puesta a punto y limpieza necesaria podría ponerse en funcionamiento de nuevo.
Consta de cuatro partes principales:
- Molino: realiza la molienda de la aceituna. Consta de una pila en la que se aloja una gran  rueda de roca  conectada a unos ejes y brazo de madera y acero para ser accionada por una pareja de animales (habitualmente vacas).
- Prensa: es la parte donde convenientemente colocada la aceituna molida se prensa ésta para separar el aceite del orujo. Es un mecanismo de palanca que consta de una viga de madera fija en una pared por un extremo y con un contrapeso de roca en el otro extremo que es el que aplica la presión de prensado alcanzada, este es accionado por cuatro hombres.
- Depósitos de decantación y obtención del aceite: son una serie de depósitos y canalizaciones tallados todos ellos en roca, utilizados para separar por decantación el aceite del agua que se usa en el proceso de prensado.
- Calentador de agua: formado por un gran hogar de leña con chimenea donde se coloca la caldera que se utiliza para disponer de toda el agua caliente que requiere el proceso de obtención del aceite.

## Fiestas
- Santiago Apóstol, patrón del pueblo (25 de julio).